# 國際商業概況
《國際商業概況》（英語：World Business Review）是美國公共電視（American Public Television）首播的一個有關商業最新發展的新聞雜誌節目，现由朗奴·列根時代的美國前國務卿阿歷山大·海格主持，並由曾榮獲艾美獎的艾倫·列維製作。

## 節目大概
本節目每集約半小時，共分為兩節。每節都會介紹一家美國本土的公司，與及與該公司相關的新科技。例如：某一集會講述公路上的意外，之後會提及如何減少意外的發生，再之後再介紹一家公司的新產品，利用科技去預早防備意外的發生之類。
節目並有自己的網站，以讓觀眾可以更詳細瞭解每一集所介紹的公司。

## 對節目的批評
雖然本節目似乎想營造一種公正的形象，並以介紹高新科技作包裝，但有人批評該節目的製作其實收受了每一集所介紹的公司的贊助費。所以節目的公正性存疑。

## 外部連結
- 《國際商業概況》網站 （页面存档备份，存于） (英語)